# Maxim Cvetkov
Maxim Sergejevič Cvetkov (rusky Максим Сергеевич Цветков, * 3. ledna 1992 Babajevo) je ruský biatlonista, mistr světa z mužské štafety na Mistrovství světa v biatlonu 2017 v rakouském Hochfilzenu a několikanásobný medailista z juniorských šampionátů.
Ve světovém poháru zvítězil ve své dosavadní kariéře v jednom individuálním závodě, když ovládl závod s hromadným startem v ruské Ťumeni v březnu 2018. Šestkrát zvítězil také jako člen ruské štafety.

## Výsledky

### Olympijské hry a mistrovství světa
Cvetkov se dosavadně účastnil tří Mistrovství světa v biatlonu a to ve finském Kontiolahti, norském Oslu a rakouském Hochfilzenu. Individuálně obsadil nejlépe 26. pozici v závodu s hromadným startem z Hochfilzenu v roce 2017. V týmovém závodě dokázal s mužským týmem ve složení Alexej Volkov, Anton Babikov a Anton Šipulin zvítězit na témže šampionátu.
| Sezóna      | D   | Místo       | SP  | SZ  | HZ  | IZ | ŠT | SŠT | SZD | Věk    |
| ----------- | --- | ----------- | --- | --- | --- | -- | -- | --- | --- | ------ |
| 2014/15     | MS  | Kontiolahti | –   | –   | –   | –  | –  | 10. | ×   | 23 let |
| 2015/16     | MS  | Oslo        | 42. | 43. | –   | –  | 6. | –   | ×   | 24 let |
| 2016/17     | MS  | Hochfilzen  | 69. | –   | 26. | –  | 1. | –   | ×   | 25 let |
| nestartoval |     |             |     |     |     |    |    |     |     |        |
| 2021/22     | ZOH | Peking      | 4.  | 17. | 20. | 4. | 3. | –   | ×   | 30 let |

Poznámka: Výsledky z mistrovství světa se započítávají do celkového hodnocení světového poháru, výsledky z olympijských her se dříve započítávaly, od olympijských her v Soči 2014 se nezapočítávají.

### Juniorská mistrovství
Zúčastnil se tří juniorských šampionátů v biatlonu. Celkově na těchto šampionátech získal pět zlatých medailí, z toho čtyři byly individuální a jednu vybojoval se štafetou. K tomu ještě přidal jednu stříbrnou a tři bronzové medaili.
| Sezóna  | D   | Místo                | SP | SZ | IZ  | ŠT | Věk    |
| ------- | --- | -------------------- | -- | -- | --- | -- | ------ |
| 2010/11 | MSJ | Nové Město na Moravě | 1. | 1. | 5.  | 1. | 19 let |
| 2011/12 | MSJ | Kontiolahti          | 1. | 1. | 11. | 3. | 20 let |
| 2012/13 | MSJ | Obertilliach         | 3. | 2. | 12. | 3. | 21 let |

## Vítězství v závodech světové poháru

### Individuální
| Č. | sezóna    | datum           | místo        | disciplína                |
| -- | --------- | --------------- | ------------ | ------------------------- |
| 1. | 2017/2018 | 25. března 2018 | Ťumeň, Rusko | závod s hromadným startem |

### Kolektivní
| Č.                           | sezóna    | datum             | místo                     | disciplína |
| ---------------------------- | --------- | ----------------- | ------------------------- | ---------- |
| 1.                           | 2014/2015 | 13. prosince 2014 | Hochfilzen, Rakousko      | štafeta    |
| 2.                           | 2014/2015 | 15. února 2015    | Oslo, Norsko              | štafeta    |
| 3.                           | 2015/2016 | 24. ledna 2016    | Anterselva, Itálie        | štafeta    |
| 4.                           | 2016/2017 | 18. února 2017    | Hochfilzen, Rakousko (MS) | štafeta    |
| 5.                           | 2018/2019 | 13. ledna 2019    | Oberhof, Německo          | štafeta    |
| 6.                           | 2021/2022 | 15. ledna 2022    | Ruhpolding, Německo       | štafeta    |
| – závod na mistrovství světa |           |                   |                           |            |

#### Profily
- Maxim Cvetkov v databázi Mezinárodní biatlonové unie (anglicky)